# Catherine Colemanová
Catherine Grace Colemanová (* 14. prosince 1960, Charleston, Jižní Karolína, USA), původně odbornice na chemii v letectvu Spojených států, je od března 1992 astronautkou NASA. Má za sebou dva krátkodobé kosmické lety v Space Shuttlu při misích STS-73 a STS-93. Od roku 2008 se připravovala na dlouhodobý pobyt na Mezinárodní vesmírné stanici (ISS) jako členka Expedic 26 a 27, do kosmu odstartovala 15. prosince 2010 a přistála 24. května 2011. Celkem při třech letech strávila ve vesmíru 180 dní a 4 hodiny.

## Život

### Mládí
Narodila se v Charlestonu v Jižní Karolíně. Roku 1978 dokončila střední školu ve Fairfaxu v Západní Virginii. Poté studovala chemii na Massachusettském institutu technologie (Massachusetts Institute of Technology), roku 1983 zde získala titul bakaláře. Roku 1983 byla přijata k vojenskému letectvu, ale zatím pokračovala ve studiích na Massachusettské univerzitě (University of Massachusetts) na které roku 1991 dosáhla doktorské hodnosti.
Až od roku 1988 sloužila v letectvu na základně Wright-Patterson AFB. V tamějších laboratořích se podílela na vývoji polymerů určených pro optické počítačové paměti. Účastnila se též analýz stavu povrchu platformy (Long Duration Exposure Facility) ponechané 6 let ve vesmíru.

### Astronautka
Zúčastnila se 14. náboru astronautů NASA, uspěla a 31. března 1992 byla začleněna do oddílu astronautů NASA. V ročním kurzu všeobecné kosmické přípravy získala kvalifikaci letové specialistky raketoplánu Space Shuttle.

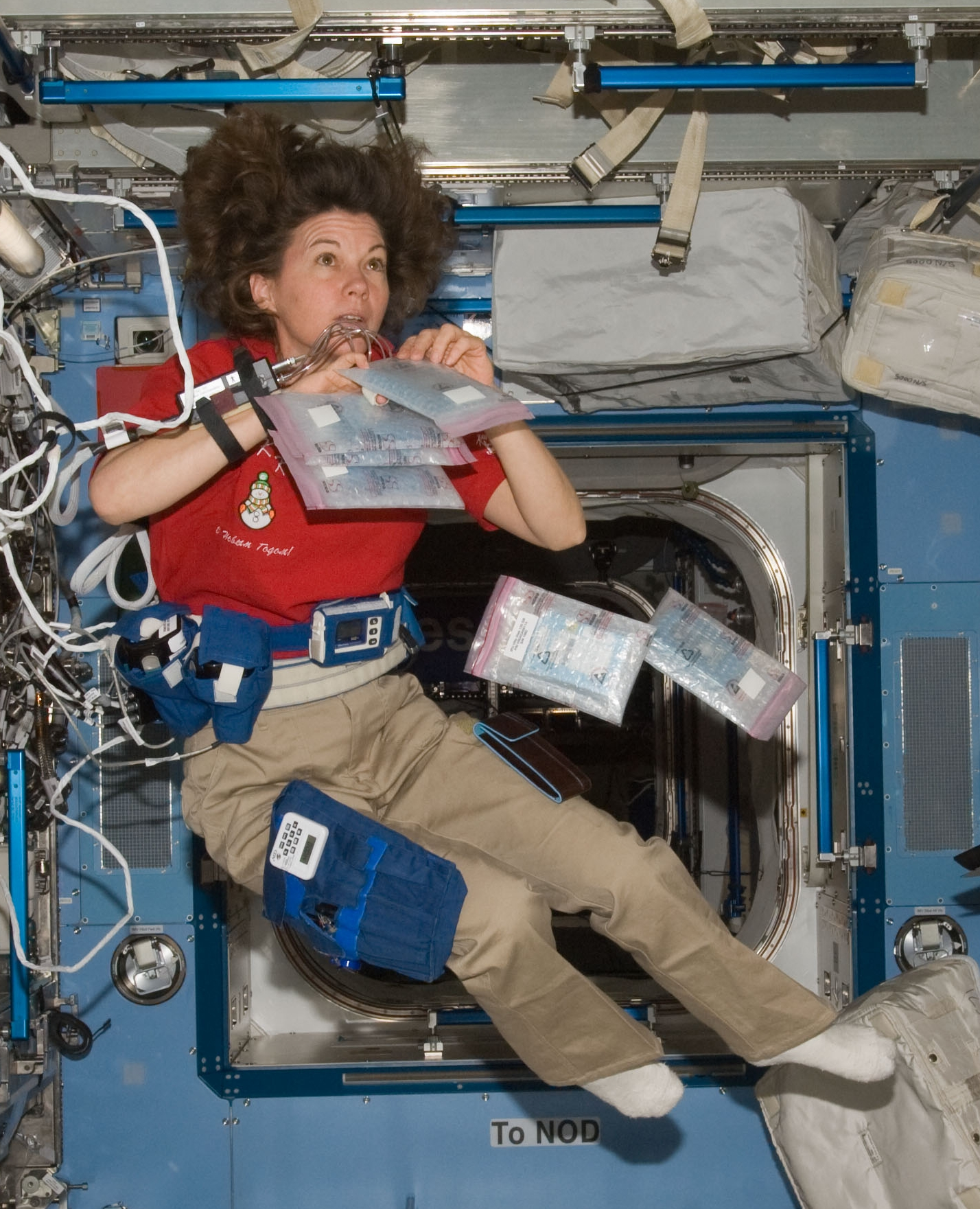
Catherine Colemanová při lékařském vyšetření, modul Kibó stanice ISS, 7. ledna 2011

Po dokončení přípravy zastávala různé funkce v NASA. Poprvé do kosmu odstartovala 20. října 1995 na palubě raketoplánu Columbia při letu STS-73. Astronauté prováděli experimenty v laboratoři Spacelab, přistáli 5. listopadu 1995 po 15 dnech, 21 hodinách a 53 minutách pobytu ve vesmíru.
Ve dnech 23.–28. července 1999 pobývala ve vesmíru podruhé. Let STS-93 raketoplánu Columbia trval 4 dní, 22 hodin a 17 minut. Hlavním úkolem mise bylo vypuštění rentgenového teleskopu Chandra. Po splnění letového programu astronauté přistáli na mysu Canaveral.
V lednu 2008 byla jmenována náhradnicí Nicole Stottové v posádce Mezinárodní vesmírné stanice (ISS), Stottová vzlétla k ISS v srpnu 2009. V červenci 2008 byla současně zařazena do záložní posádky Expedice 24 (start v květnu 2010) a hlavní posádky Expedice 26 se startem v listopadu 2010. V září 2008 bylo její jmenování bylo oficiálně potvrzeno.
Ke třetímu letu odstartovala v lodi Sojuz TMA-20 z kosmodromu Bajkonur 15. prosince 2010 v 19:09 UTC ve funkci palubní inženýrky lodi společně s ruským velitelem Dmitrijem Kondraťjevem a Italem Paolo Nespolim. Po obvyklém dvoudenním letu se 17. prosince Sojuz spojil s Mezinárodní vesmírnou stanicí. Na ISS zůstala přes pět měsíců ve funkci palubní inženýrky Expedic 26 a 27. Vrátila se v Sojuzu TMA-20 s Kondraťjevem a Nespolim. Přistáli 24. května 2011 v 2:27 UTC v Kazachstánu, 147 km východně od Džezkazganu.
Catherine Colemanová je vdaná za uměleckého skláře Joshe Simpsona.